# Kyryło Hamorak
Kyryło Hamorak (zm. 22 lutego 1909 w Stecowej) – ukraiński działacz społeczny, poseł do Sejmu Krajowego Galicji VI i VII kadencji (1889–1901), ksiądz greckokatolicki, proboszcz w Stecowej koło Śniatyna.
Wybrany do Sejmu Krajowego z IV kurii okręgu wyborczego Śniatyn.
Teść Wasyla Stefanyka, poety, polityka.